# Kabinett Kekkonen II
Das Kabinett Kekkonen II war das 34. Regierungskabinett in der Geschichte Finnlands. Es amtierte vom 17. Januar 1951 bis zum 20. September 1951 (247 Tage).
Nach der Parlamentswahl in Finnland 1948 hatten der Sozialdemokrat Karl-August Fagerholm und Urho Kekkonen vom Landbund zwei kurzlebige Minderheitsregierungen geführt. Ende 1950 zeichnete sich schließlich eine Lösung zwischen den beiden stärksten Parteien im Parlament, der Sozialdemokratischen Partei und dem Landbund, zusammen eine Regierung zu bilden. Am 17. Januar 1951 wurde schließlich die Regierung Kekkonen II vereidigt. Neben Ministern des Landbundes und der Sozialdemokratischen Partei gehörten auch je ein Politiker der Nationalen Fortschrittspartei und der Schwedischen Volkspartei der Regierung an. 
Am 2. und 3. Juli 1951 fanden schließlich Neuwahlen statt, eine neue Regierung wurde am 20. September 1951 vereidigt (Kabinett Kekkonen III).

## Minister
| Amt                                             | Name                         | Partei                                        |
| ----------------------------------------------- | ---------------------------- | --------------------------------------------- |
| Ministerpräsident                               | Urho Kekkonen                | Landbund                                      |
| Außenminister                                   | Åke Gartz                    | parteilos                                     |
| Staatsratsminister                              | Johannes Virolainen          | Landbund                                      |
| Justizminister                                  | Teuvo Aura                   | Nationale Fortschrittspartei                  |
| Innenminister                                   | Vieno Sukselainen            | Landbund                                      |
| Verteidigungsminister                           | Emil Skog                    | Sozialdemokratische Partei Finnlands          |
| Finanzminister                                  | Onni Hiltunen                | Sozialdemokratische Partei Finnlands          |
| Stellvertr. Finanzminister                      | Ralf Törngren                | Schwedische Volkspartei                       |
| Bildungsminister                                | Lennart Heljas               | Landbund                                      |
| Landwirtschaftsminister                         | Martti Miettunen             | Landbund                                      |
| Stellvertr. Landwirtschaftsminister             | Matti Lepistö                | Sozialdemokratische Partei Finnlands          |
| Verkehrs- und Infrastrukturminister             | Onni Peltonen                | Sozialdemokratische Partei Finnlands          |
| Stellvertr. Verkehrs- und Infrastrukturminister | Kauno Kleemola Rafael Paasio | Landbund Sozialdemokratische Partei Finnlands |
| Handels- und Industrieminister                  | Penna Tervo                  | Sozialdemokratische Partei Finnlands          |
| Sozialminister                                  | Vihtori Vesterinen           | Landbund                                      |
| Stellvertr. Sozialminister                      | Emil Huunonen Rafael Paasio  | Sozialdemokratische Partei Finnlands          |